# José María Basanta
José María Basanta Pavone (Tres Sargentos, 3 april 1984) is een Argentijns-Mexicaans voormalig voetballer die doorgaans speelde als centrale verdediger. Tussen 2003 en 2020 was hij actief voor Estudiantes, Olimpo, opnieuw Estudiantes, Monterrey, Fiorentina en opnieuw Monterrey. Basanta maakte in 2013 zijn debuut in het Argentijns voetbalelftal en kwam tot twaalf interlands.

## Clubcarrière
Basanta debuteerde in 2003 in het betaald voetbal bij Estudiantes, maar in 2006 verkaste hij naar een niveau lager om te gaan spelen bij Olimpo. Na één jaar bij Olimpo actief te zijn geweest, waarin de club promotie wist af te dwingen, keerde Basanta weer terug naar Estudiantes, waar hij nog een jaar zou blijven. In juni 2008 werd hij verkocht aan het Mexicaanse Monterrey. Die transfer kwam tot stand omdat coach Ricardo La Volpe de Argentijn graag bij de selectie wilde hebben en de transfer doordrukte. Basanta kreeg dan ook direct een basisplaats en was zo betrokken bij het winnen van de Apertura in 2009 en in 2010. Ook werd de CONCACAF Champions League driemaal gewonnen; in 2010/11, 2011/12 en 2012/13 was Monterrey de sterkste club. Zes seizoenen lang was Basanta een vaste kracht in het basiselftal van de Mexicaanse club. Na het wereldkampioenschap voetbal 2014 tekende hij een contract voor twee seizoenen bij Fiorentina, dat hem voor circa 2,6 miljoen euro overnam van Monterrey. Voor deze club debuteerde hij op 29 oktober 2014, tijdens een wedstrijd in de Serie A thuis tegen Udinese (3–0 winst). Na één seizoen werd Basanta weer verhuurd aan zijn oude clubs Monterrey. De Mexicaanse club koos ervoor om de centrumverdediger na deze verhuurperiode definitief over te nemen. In de zomer van 2020 besloot Basanta op 36-jarige leeftijd een punt te zetten achter zijn actieve loopbaan.

## Interlandcarrière
Basanta debuteerde op 26 maart 2013 in het Argentijns voetbalelftal. Op die dag werd met 1–1 gelijkgespeeld tegen Bolivia. De verdediger vormde een driekoppige defensie met Sebastián Domínguez en Hugo Campagnaro. Van bondscoach Alejandro Sabella mochten de drie de volledige wedstrijd meespelen. In juni 2014 speelde Basanta voor Argentinië twee oefeninterlands in aanloop naar het wereldkampioenschap voetbal 2014 en speelde op het eindtoernooi in Brazilië mee in de achtste finale tegen Zwitserland (1–0 winst na verlenging) en de kwartfinale, die eveneens met 1–0 van België gewonnen werd. In de halve finale en finale kwam Basanta niet in actie.
| Interlands van José María Basanta voor Argentinië | Interlands van José María Basanta voor Argentinië | Interlands van José María Basanta voor Argentinië | Interlands van José María Basanta voor Argentinië | Interlands van José María Basanta voor Argentinië | Interlands van José María Basanta voor Argentinië | Interlands van José María Basanta voor Argentinië |
| №                                                 | Datum                                             | Wedstrijd                                         | Uitslag                                           | Competitie                                        | Goals                                             |                                                   |
| Als speler bij CF Monterrey                       | Als speler bij CF Monterrey                       | Als speler bij CF Monterrey                       | Als speler bij CF Monterrey                       | Als speler bij CF Monterrey                       | Als speler bij CF Monterrey                       | Als speler bij CF Monterrey                       |
| ------------------------------------------------- | ------------------------------------------------- | ------------------------------------------------- | ------------------------------------------------- | ------------------------------------------------- | ------------------------------------------------- | ------------------------------------------------- |
| 1                                                 | 26 maart 2013                                     | Bolivia – Argentinië                              | 1 – 1                                             | WK 2014 kwalificatie                              |                                                   |                                                   |
| 2                                                 | 11 juni 2013                                      | Ecuador – Argentinië                              | 1 – 1                                             | WK 2014 kwalificatie                              |                                                   |                                                   |
| 3                                                 | 15 juni 2013                                      | Guatemala – Argentinië                            | 0 – 4                                             | Vriendschappelijk                                 |                                                   |                                                   |
| 4                                                 | 14 augustus 2013                                  | Italië – Argentinië                               | 1 – 2                                             | Vriendschappelijk                                 |                                                   |                                                   |
| 5                                                 | 11 september 2013                                 | Paraguay – Argentinië                             | 2 – 5                                             | WK 2014 kwalificatie                              |                                                   |                                                   |
| 6                                                 | 16 oktober 2013                                   | Uruguay – Argentinië                              | 3 – 2                                             | WK 2014 kwalificatie                              |                                                   |                                                   |
| 7                                                 | 18 november 2013                                  | Argentinië – Bosnië en Herzegovina                | 2 – 0                                             | Vriendschappelijk                                 |                                                   |                                                   |
| 8                                                 | 5 maart 2014                                      | Roemenië – Argentinië                             | 0 – 0                                             | Vriendschappelijk                                 |                                                   |                                                   |
| 9                                                 | 4 juni 2014                                       | Argentinië – Trinidad en Tobago                   | 3 – 0                                             | Vriendschappelijk                                 |                                                   |                                                   |
| 10                                                | 7 juni 2014                                       | Argentinië – Slovenië                             | 2 – 0                                             | Vriendschappelijk                                 |                                                   |                                                   |
| 11                                                | 1 juli 2014                                       | Argentinië – Zwitserland                          | 1 – 0                                             | WK 2014                                           |                                                   |                                                   |
| 12                                                | 5 juli 2014                                       | Argentinië – België                               | 1 – 0                                             | WK 2014                                           |                                                   |                                                   |

## Erelijst
| Competitie                |        |                              |        |        |
| Competitie                | Aantal | Jaren                        |        |        |
| Olimpo                    | Olimpo | Olimpo                       | Olimpo | Olimpo |
| ------------------------- | ------ | ---------------------------- | ------ | ------ |
| Primera B Nacional        | 2      | Apertura 2006, Clausura 2007 |        |        |
| Monterrey                 |        |                              |        |        |
| Primera División          | 2      | Apertura 2009, Apertura 2010 |        |        |
| CONCACAF Champions League | 3      | 2010/11, 2011/12, 2012/13    |        |        |